# Dobelbach (Kocher)
Der Dobelbach ist ein auf dem Namensabschnitt etwa 1 km, mit dem längsten Oberlauf unter 6 km langer Bach im nördlichen Baden-Württemberg, der in Untermünkheim im Landkreis Schwäbisch Hall von links und Nordwesten in den mittleren Kocher mündet.

## Name
In der Oberamtsbeschreibung aus der Mitte des 19. Jahrhunderts wird der Bach Eisbach genannt.

## Geographie

### Verlauf
Der Dobelbach entsteht in seiner tiefen, von der B 19 für den Abstieg von der Hohenloher Ebene südlich von Kupferzell ins Kochertal genutzten Muschelkalk-Klinge etwa 300 Meter vor dem Ortsrand von Untermünkheim aus dem Zusammenfluss des einzugsgebietsreicheren linken Quellbachs Heiligenbach und des längeren rechten Quellbachs Sperbersbach. Er fließt, von der Bundesstraße begleitet, abschnittsweise in offenem Lauf, dabei teils in einem gemauerten Trog, südöstlich durch das in seinem Mündungstrichter liegende Dorf und mündet gut 30 Meter unter seinem Ursprung nach 1,1 km Lauf etwa 150 Meter abwärts der Flussbrücke der Bundesstraße von links in den mittleren Kocher.

### Einzugsgebiet
Der Dobelbach entwässert etwa 7,8 km² vor allem auf der südlichen Kupferzeller Ebene. Sein Einzugsgebiet erstreckt sich am längsten, nämlich etwa 6,6 km weit, vom Ostabfall der Waldenburger Berge im Westen, unter dem der Sperbersbach entsteht, bis etwa zur Autobahnbrücke der Straße von Braunsbach-Herdtlingshagen nach Untermünkheim-Gaisdorf im Nordosten, nahe der die Quelle des Heiligenbachs liegt. Quer dazu und also in Fließrichtung des kurzen Unterlaufs ist es nur etwa 2,5 km breit. Der höchste Punkt liegt auf dem Alten Hau am Trauf der Waldenburger Berge auf etwas über 510 m ü. NHN.

### Zuflüsse
Zusammenfluss des Dobelbachs auf 288,3 m ü. NHN etwa 300 Meter westlich des Ortsrandes von Untermünkheim.
- Heiligenbach, linker Quellbach, 3,8 km[LUBW 2] und ca. 4,2 km².[LUBW 4] Teilt mit dem Dobelbach die Fließgewässerkennzahl.[LUBW 5] Entsteht auf etwa 430 m ü. NHN[LUBW 6] an der K 2565 von Braunsbach-Herdtlingshagen nach Untermünkheim-Gaisdorf und läuft bis fast zuletzt südwestlich.
- Sperbersbach, rechter Quellbach, 4,5 km[LUBW 2] und ca. 2,7 km².[LUBW 4] Entsteht auf etwa 440 m ü. NHN[LUBW 6] am Waldhang vom Kreuzstein hinunter zu den Schwäbisch Hall-Gottwollshausener Auwiesen und läuft dauerhaft östlich.

Mündung des Dobelbachs auf 256,4 m ü. NN am Ostrand von Untermünkheim von links und Nordwesten in den mittleren Kocher.

## Geologie
Der Namenslauf des Dobelbachs beginnt und endet im Mittleren Muschelkalk. Der höher entspringende rechte Oberlauf Sperbersbach entsteht an einem Gipskeuperhang (Grabfeld-Formation) der Keuperstufe im Westen und durchläuft dann nacheinander den Lettenkeuper (Erfurt-Formation) und den Oberen Muschelkalk ab seinem Klingeneintritt bei Wittighausen, bis er erst kurz vor dem Zusammenfluss den Mittleren Muschelkalk erreicht. Der Heiligenbach entsteht in einer quartären Lösssedimentauflage des Lettenkeupers, in dem er dann zu größten Teil läuft, erreicht ebenfalls an seinem Klingeneintritt den Oberen und erst kurz vor dem Zusammenfluss den Mittleren Muschelkalk.
Der Dorfkern Untermünkheims ist auf dem Mündungsfächer des Dobelbachs erbaut, ähnlich wie viele der gerne an Seitentalmündungen gegründeten Siedlungen am mittleren Kocher, etwa die benachbarten Gelbingen, Enslingen, Braunsbach. Die Lage über der Aue des Flusses schützt vor Überschwemmungen des Kochers.

### Andere Belege
1. 1 2  Alter Name Eisbach nach der Ausführung zur Parzelle Untermünkheim im Kapitel zu Untermünkheim der Beschreibung des Oberamts Hall von 1847.
2. ↑  Abfluss-BW - Daten und Karten
3. ↑  Geologie überwiegend nach der im Abschnitt Literatur angegebenen geologischen Karte; für den Quellbereich des Heiligenbachs nach: Mapserver des Landesamtes für Geologie, Rohstoffe und Bergbau (LGRB) (Hinweise).